# Dorfkirche Holzhausen (Kyritz)

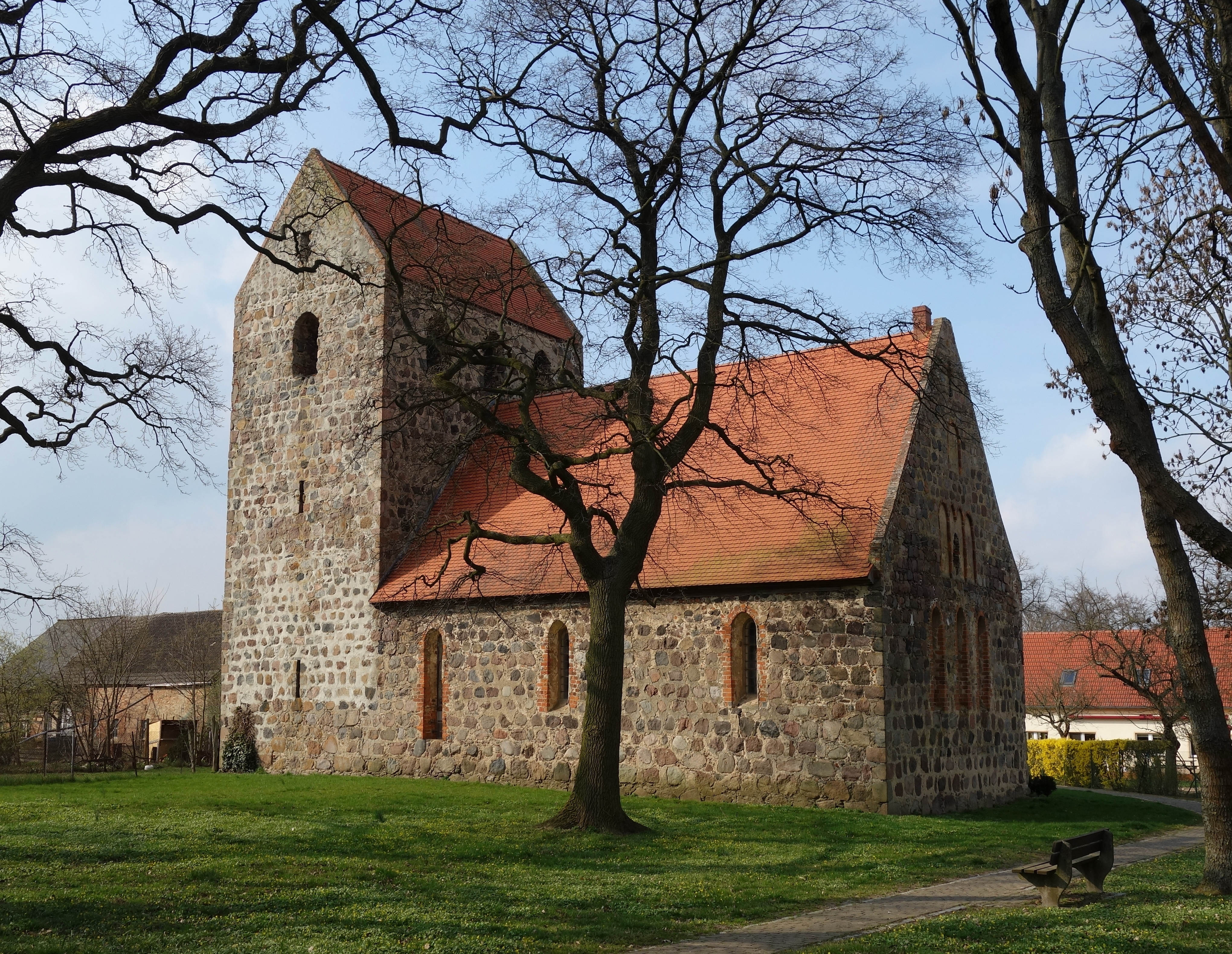
Südostansicht

Die Dorfkirche Holzhausen ist ein Kirchengebäude im Ortsteil Holzhausen der Stadt Kyritz im Landkreis Ostprignitz-Ruppin  des deutschen Bundeslandes Brandenburg. Sie gehört zum Pfarrsprengel Kyritz im Kirchenkreis Prignitz der Evangelischen Kirche Berlin-Brandenburg-schlesische Oberlausitz.

## Architektur

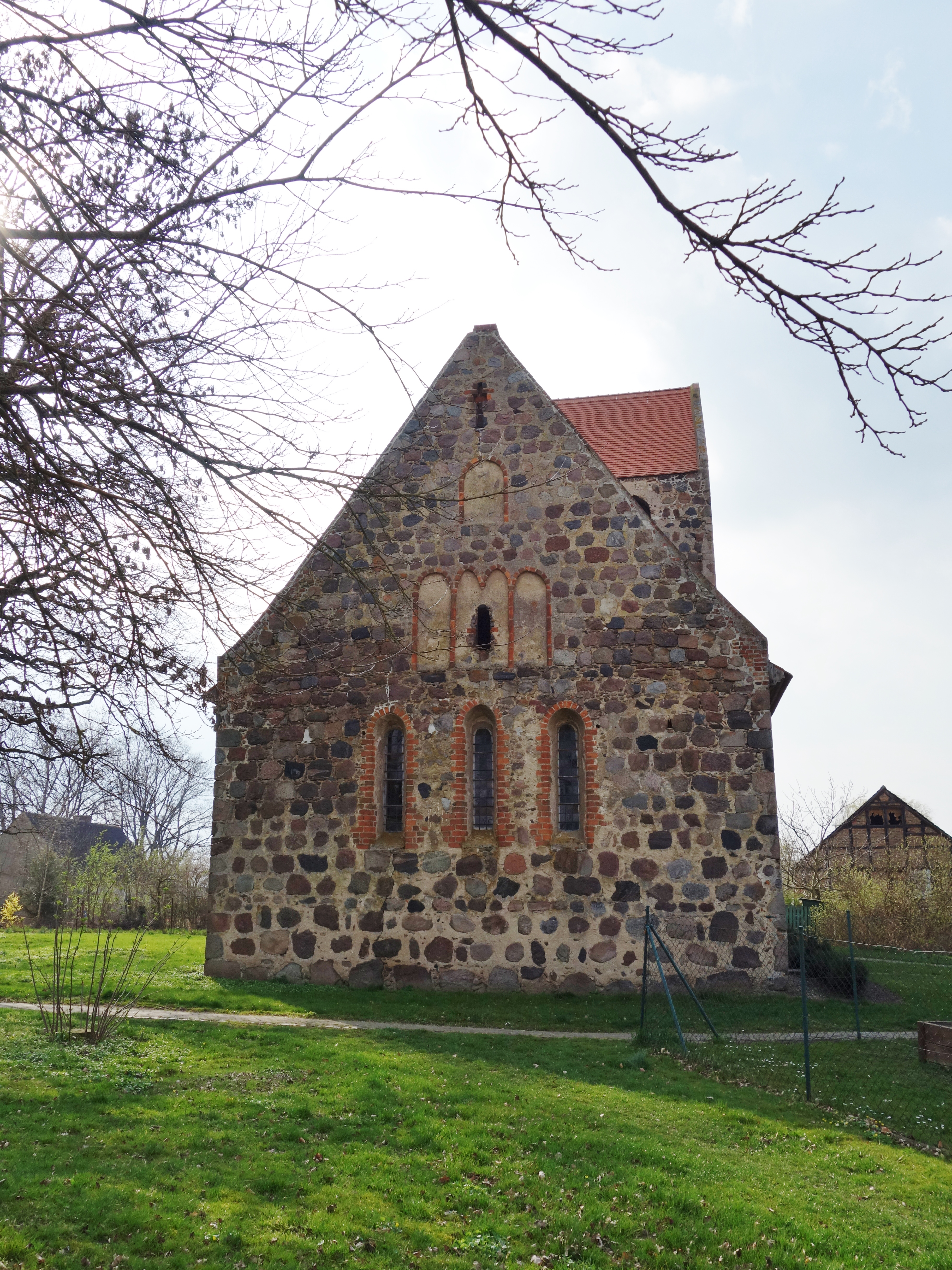
Ostwand mit Elementen der Backsteingotik

Die Kirche ist ein frühgotischer Feldsteinbau aus dem Beginn des 14. Jh. Das Kirchenschiff trägt ein Satteldach und schließt mit einem Rechteckchor ab. In der Ostwand befinden drei schmale Spitzbogenfenster mit Backsteinlaibung. Dieses Element der Backsteingotik wird durch darüberliegende geputzte Backsteinblenden ergänzt.
Auf der Westseite steht ein massiver Querturm, der die volle Breite des Kirchenschiffs einnimmt. Auch er trägt ein Satteldach. Das Mauerwerk der Kirche bilden ziemlich regelmäßige Lagen einfach gespaltener Feldsteine mit reichlich kleinteiliger Auszwickung. Ein gestuftes spitzbogiges Westportal mit mächtiger, eisenbeschlagener Tür erschließt das Bauwerk.

## Innengestaltung
Das Innere ist geprägt durch die barocke Erneuerung der Kirche 1699 durch Vertreter der Gutsherrschaft und somit der Patrone der Familie von Rohr, hier der Brüder Christian Ludwig und Caspar Joachim von Rohr sowie Pastor Christian Schulz (die Jahreszahl der entsprechenden Inschrift auf dem östlichen Deckenbalken wird teilweise als 1609 gelesen). Im Westen ist die seitlich vorschwingende Empore eingebaut, in deren quadratischen Brüstungsfeldern zwölf Rundbilder der Apostel angeordnet sind. An den Langseiten ist das Patronatsgestühl mit bemalten Füllungen aufgestellt.
Der Altaraufsatz wurde inschriftlich 1707 von J. Becker aus Rathenow geschaffen. Im Hauptfeld ist ein bewegtes Gemälde des Abendmahls, im Aufsatz eines der Kreuzigung angeordnet, beide sind von ländlich reicher Schnitzerei gerahmt. Der Aufsatz wird von Wappenhalterinnen flankiert, als Bekrönung ist die Figur des triumphierenden Christus angebracht. Die achteckige hölzerne Kanzel, vom Anfang des 18. Jahrhunderts ist mit Akanthusschnitzereien und Stifterwappen verziert und wurde von Heinrich Joachim Schultz geschaffen; ebenso der Taufengel aus der gleichen Zeit, der 2010 mit Ergänzungen restauriert wurde. In seiner linken Hand hält er einen Lorbeerkranz für die Taufschale und in der rechten Hand nach seiner Restaurierung einen grünen Plastik-Palmwedel, der einen holzgeschnitzten Palmzweig oder ein Spruchband ersetzt. Bei der Rekonstruktion wurde darauf verzichtet, die ursprüngliche Farbfassung wiederherzustellen. Die Orgel ist ein Werk von Friedrich Hermann Lütkemüller aus dem Jahr 1874 mit sechs Registern auf einem Manual und angehängtem Pedal.